# Coa vestis

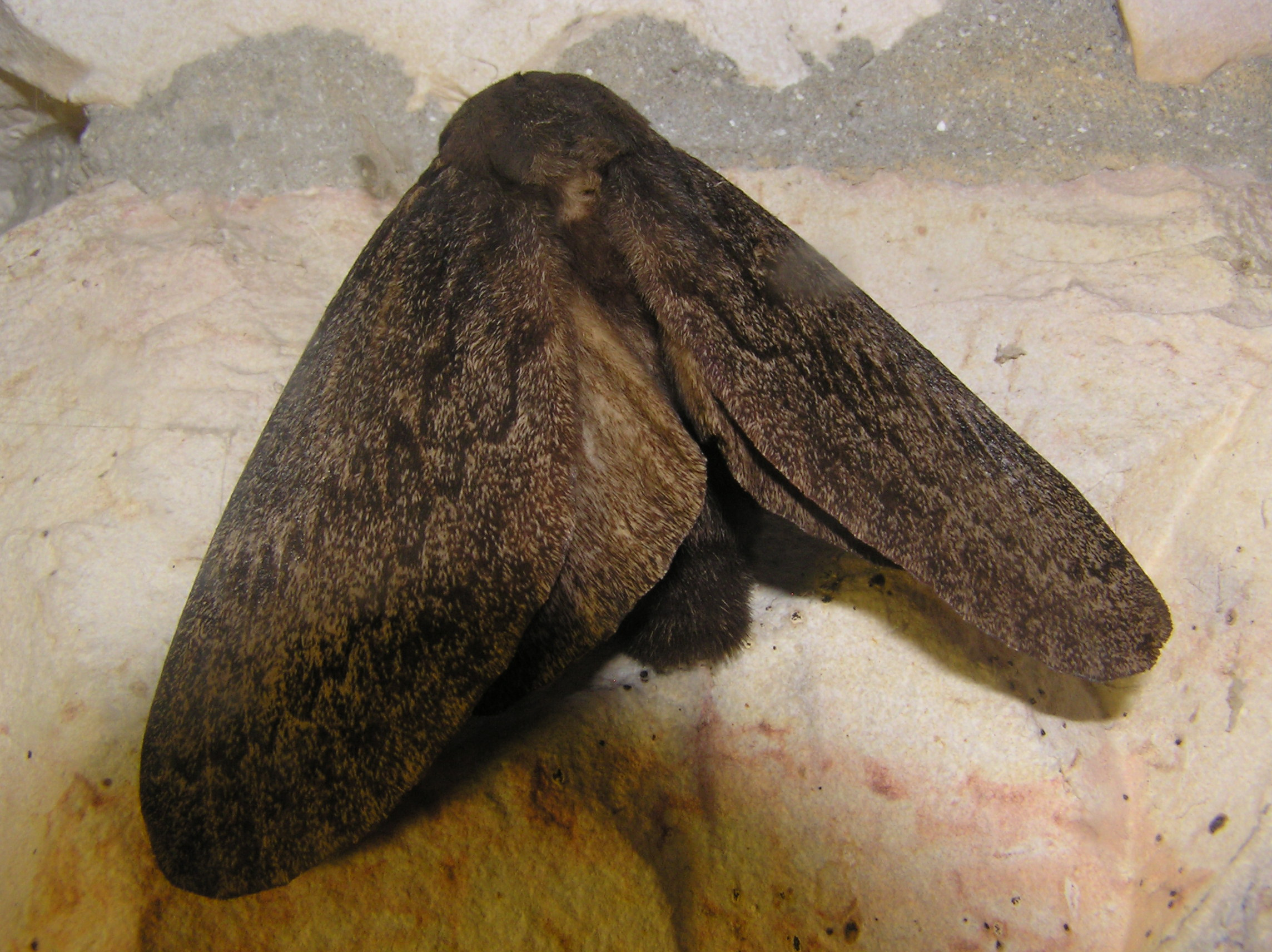
Polilla Pachypasa otus, que segrega la seda denominada Coa vestis para tejer su capullo.

Coa vestis es una seda y tela antigua que debe su nombre a su lugar de origen, la isla de Kos, en el mar Egeo de Grecia.
Estaba confeccionada con seda de la polilla Pachypasa Otus, una de los lasiocámpidos del Dodecaneso. Las referencias romanas la describen como un textil transparente. El material se consideraba precioso y se usaba principalmente para ropa de mujer de aspecto erótico, que usaban principalmente las heteras. Aristóteles menciona por primera vez a esta seda en el siglo IV AC.
Plinio el viejo informa que Pamphila de Kos, la hija de Plateas, descubrió el secreto de la fabricación de esta seda.
A partir del siglo I fue reemplazada gradualmente por importaciones chinas. La seda china es más pura y fina.